# Cordell Cato
Cordell Cato est un footballeur international trinidadien né le 15 juillet 1992 à Carenage. Il joue au poste de milieu offensif à l'Energy FC d'Oklahoma City en USL Championship.

## Carrière
Après avoir évolué en TT Pro League avec le San Juan Jabloteh et le Defence Force, il signe le 17 janvier 2012 avec les Sounders de Seattle.